# (22070) 2000 AN106
2000 أي أن 106 (ويعرف أيضًا باسم (22070) 2000 أي أن 106 وفق تسمية الكوكب الصغير) (بالإنجليزية: 2000 AN106)‏ هو كويكب ضمن حزام الكويكبات؛ وترتيبه 22070 من حيث الاكتشاف.
اكتُشف هذا الجُرم الفلكي بواسطة بحث لنكولن عن الكويكبات القريبة من الأرض في 5 يناير 2000.

## وصلات خارجية
- (22070) 2000 AN106 في قاعدة بيانات مختبر الدفع النفاث لأجرام النظام الشمسي الصغيرة

- الاكتشاف · مخطط المدار ·  العناصر المدارية · المعلمات المادية

- (22070) 2000 AN106 على موقع ويكي سكاي: DSS2, SDSS, GALEX, IRAS, Hydrogen α, X-Ray, Astrophoto, Sky Map, Articles and images